# Canohès
Canohès (på Catalansk: Cànoes) er en by og kommune i departementet Pyrénées-Orientales i Sydfrankrig.

## Geografi
Canohès ligger 5 km sydvest for Perpignan.

## Demografi

### Udvikling i folketal
| 1962                                                              | 1968  | 1975  | 1982  | 1990  | 1999  | 2007  | 2012  | 2017  |
| ----------------------------------------------------------------- | ----- | ----- | ----- | ----- | ----- | ----- | ----- | ----- |
| 1.210                                                             | 1.512 | 2.131 | 2.908 | 3.568 | 4.349 | 4.831 | 4.875 | 6.097 |
| Tal fra og med 1962 er uden dobbelttælling (sans doubles comptes) |       |       |       |       |       |       |       |       |